# 網紋手躄魚
網紋手躄魚（学名：Antennatus tuberosus），又名五腳虎，为輻鰭魚綱鮟鱇目躄魚亞目躄魚科手躄魚屬下的一个种，為熱帶淺海珊湖礁區底棲魚類，分布於印度太平洋區，從東非至法屬波里尼西亞海域，棲息深度0-73公尺，體長可達9公分，棲息在礁石區，卵生的，卵是黏在絲帶狀的鞘或者凝膠黏液團被稱為卵筏或卵罩，生活習性不明，有毒。